# AJS Model 31-serie
De AJS Model 31-serie was een serie 650cc-motorfietsen die het Britse merk AJS produceerde van 1958 tot 1966. De machines waren bijna identiek aan de Matchless G12-serie. Matchless en AJS behoorden beiden tot Associated Motor Cycles, dat door middel van badge-engineering identieke modellen onder beide merknamen aanbood.

## Voorgeschiedenis
AJS was in 1909 opgericht in Wolverhampton. In de jaren twintig produceerde het een groot aantal modellen, maar in 1931 werd het faillissement aangevraagd. De motorfietstak (AJS maakte ook auto's, autobussen en radio's) werd verkocht aan Matchless en de productie werd overgplaatst naar Woolwich. In de jaren dertig bestonden AJS en Matchless in samenwerking naast elkaar, maar na de Tweede Wereldoorlog begon Associated Motor Cycles, zoals het samenwerkingsverband inmiddels heette, via badge-engineering identieke modellen onder beide merknamen te leveren. Zo bouwde men de 350cc-Matchless Model G3-serie / AJS Model 16-serie, de 500cc-Matchless Model G80-serie / AJS Model 18-serie en later de 250cc-Matchless Model G2-serie / AJS Model 14-serie. Dit waren nog allemaal eencilinders. In 1948 werden de Matchless G9 / AJS Model 20 uitgebracht, 500cc-paralleltwins als tegenhangers voor de Triumph Speed Twin en de BSA A7. De nieuwe modellen verouderden onmiddellijk met het verschijnen van de 650cc-Triumph 6T Thunderbird en BSA A10 in 1950. AMC reageerde hier nogal laat op. Pas in 1956 verscheen de 600cc-serie Matchless G11 / AJS Model 30, terwijl vooral de Amerikaanse importeur aandrong op nog snellere modellen. 

## Model 31 1958-1961
In 1958 ontwierp Phil Walker twee 650cc-modellen, de Matchless G12 en het AJS Model 31. Men moest echter bezuinigen en daarom werden zo veel mogelijk onderdelen van de Matchless G11 / AJS Model 30 gebruikt. De productie startte in september 1958.

### Motor
Het cilinderblok van het Model 30 bood niet genoeg ruimte om nog verder opgeboord te worden. Zo was constructeur Phil Walker gedwongen de slag zodanig te vergroten dat er een 650cc-motor ontstond. De grotere slag (79,3 mm in plaats van 72,8 mm) beperkte het toerental waardoor het vermogen niet veel hoger lag dan dat van het Model 30 en zelfs lager dan dat van de Matchless G11CSR. Het betekende ook dat het carter en de kast van de primaire ketting opnieuw ontworpen moest worden om ruimte te bieden aan de nieuwe krukas. Dat bood ook de mogelijkheid om een nieuwe Lucas-dynamo toe te voegen. Zoals de eerdere tweecilinders had de motor van het Model 31 gescheiden cilinders en cilinderkoppen, waardoor het blok breed werd. Dit vereiste een derde krukaslager in het midden, tussen de beide vliegwielen. Dit had niet alleen voordelen. Het derde lager gaf mogelijk de motortrillingen nog eens extra goed door aan het frame. Verder was het blok opgebouwd zoals in het Verenigd Koninkrijk inmiddels gebruikelijk. De beide nokkenassen lagen voor (uitlaat) en achter (inlaat) de krukas. De kleppen werden via stoterstangen en tuimelaars bediend. De ontsteking werd verzorgd door een Lucas K2F-magneet en de carburatie door een enkele Amal-Monobloc. De smering verliep via een dry-sumpsysteem waarvan de olietank onder het zadel zat.

### Transmissie
De primaire ketting liep in een oliebad achter een geschroefd aluminium deksel. Via een rubberen transmissiedemper en de meervoudige natte plaatkoppeling en de Norton-vierversnellingsbak dreef de secundaire ketting het achterwiel aan.

### Rijwielgedeelte
AMC hield aanvankelijk vast aan het semi-dubbel wiegframe, dat slechts één buis vanaf het balhoofd had, die zich onder het blok in tweeën splitste. In 1959, toen de machine de naam "Model 31 De Luxe" kreeg, werd dit frame vervangen door een echt dubbel wiegframe met twee buizen vanaf het balhoofd. Hoewel AJS via AMC kon beschikken over de roadholder fork van Norton, hield men vast aan de vooroorlogse AMC-Teledraulic-telescoopvork. De eerste achterschokdempers (de "Candlesticks") waren inmiddels wel vervangen door de nieuwere "Jampots". Voor en achter zaten inmiddels volle naaf-trommelremmen. Een gebrek aan chroom was nog een nasleep van de oorlog geweest, maar vanaf 1958 bood AMC weer volledig verchroomde velgen en spaken aan. Dat gold voor het Model 31, maar ook voor alle andere modellen die nog in productie waren.

## Model 31 CS 1958-1959
Het Model 31 CS (Competition Scrambler) was bedoeld als semi-terreinmotor, ontwikkeld voor de Desert Races in de Zuidelijke Amerikaanse staten Californië, Nevada en Arizona. Met de komst van dit model kreeg de Amerikaanse importeur Frank Cooper eindelijk de 650cc-machine waar hij al acht jaar om had gevraagd. Hij moest in de VS concurreren met de snelle en lichte 650cc-modellen van Triumph en BSA, die na de komst van het Model 31 CS nog steeds populair bleven. Het grootste voordeel voor het AJS Model 31 CS was de superieure teledraulic-voorvork. De aluminium spatborden waren hoger geplaatst zodat een groter (21 inch) voorwiel gemonteerd kon worden. De CS werd geleverd met een twee-in-een uitlaatsysteem. De machine bleef maar twee jaar in productie. Waarschijnlijk werden de taken overgenomen door de Matchless G12 CS, die tot 1963 geproduceerd werd.

## Model 31 CSR ("Hurricane") 1958-1966
De typebenaming Model 31 CSR stond voor "Competion/Sprung/Roadster", zoals dat ook bij de overige AMC-modellen gebruikelijk was, maar concurrenten noemden de machine ook spottend Coffee Shop Racer. Voor de ontwikkeling van dit model werd Jack Williams, die aan de ontwikkeling van de AJS 7R / Matchless G50 werkte, van dit project afgehaald. Zijn belangrijkste taak was oplossingen te vinden voor de olielekkages en de motortrillingen, maar hij moest de machine ook geschikt maken voor wegraces. Daarvoor verhoogde hij de compressieverhouding naar 8,5:1. Hij ontwikkelde ook het twee-in-een uitlaatsysteem en wijzigde de nokkenassen. Uiteindelijk kreeg de machine zelfs twee carburateurs. Ron Langston en Don Chapman wonnen in 1960 de Thruxton 500 lange-afstandsrace met een AJS Model 31 CSR. In 1963 kreeg de Matchless G12 CSR de toevoeging "Monarch" (in de VS: "Apache") en de AJS werd "Hurricane" gedoopt. In 1964 kregen de Matchless G12 CSR en AJS Model 31 CSR een Norton-dubbel wiegframe en een Norton-Roadholder fork.

## Model 31 De Luxe ("Swift") 1959-1966
Toen het AJS Model 31 De Luxe in 1959 op de markt kwam, had de machine eigenlijk geen extra accessoires die de naam "De Luxe" konden verantwoorden. Het betrof feitelijk een aantal noodzakelijke verbeteringen die als kinderziekten van het oorspronkelijke model kunnen worden beschouwd. Zo werd het frame vervangen door een echt dubbel wiegframe en werd het carter om de trillingen binnen de perken te houden uitgevoerd in nodulair gietijzer. Ook werden de cilinderkoppen verbeterd. De machine werd opgegeven voor een topsnelheid van 100 mijl per uur. De machine werd populair op de Amerikaanse markt en dat was ook de belangrijkste reden waarvoor ze ooit ontwikkeld was. Vanaf 1962 kreeg dit model ook wel de toevoeging "Swift". 

## Einde productie
De productie van de Matchless G12 / AJS Model 31-serie eindigde in 1966 toen het noodlijdende Associated Motor Cycles werd verkocht aan Dennis Poore. In de race om de pk's, nog steeds gefocust op de Amerikaanse Desert Races, had AMC in 1962 en 1963 een kleine serie opgeboorde G12's gebouwd, met een 738cc-blok dat de aanduiding Matchless G15/45 kreeg. Het getal "45" was bedoeld voor de Amerikanen: 750 cc=45 cubic inches. Deze machines, waarvan er slechts ongeveer 200 gemaakt werden, bleken op snelheid nog minder betrouwbaar dan snel gereden G12's. In 1963 werden als laatste redmiddel de Matchless G15-serie en de AJS Model 33-serie uitgebracht, nu met de complete aandrijflijn van de 750cc-Norton Atlas.

## Afbeeldingen

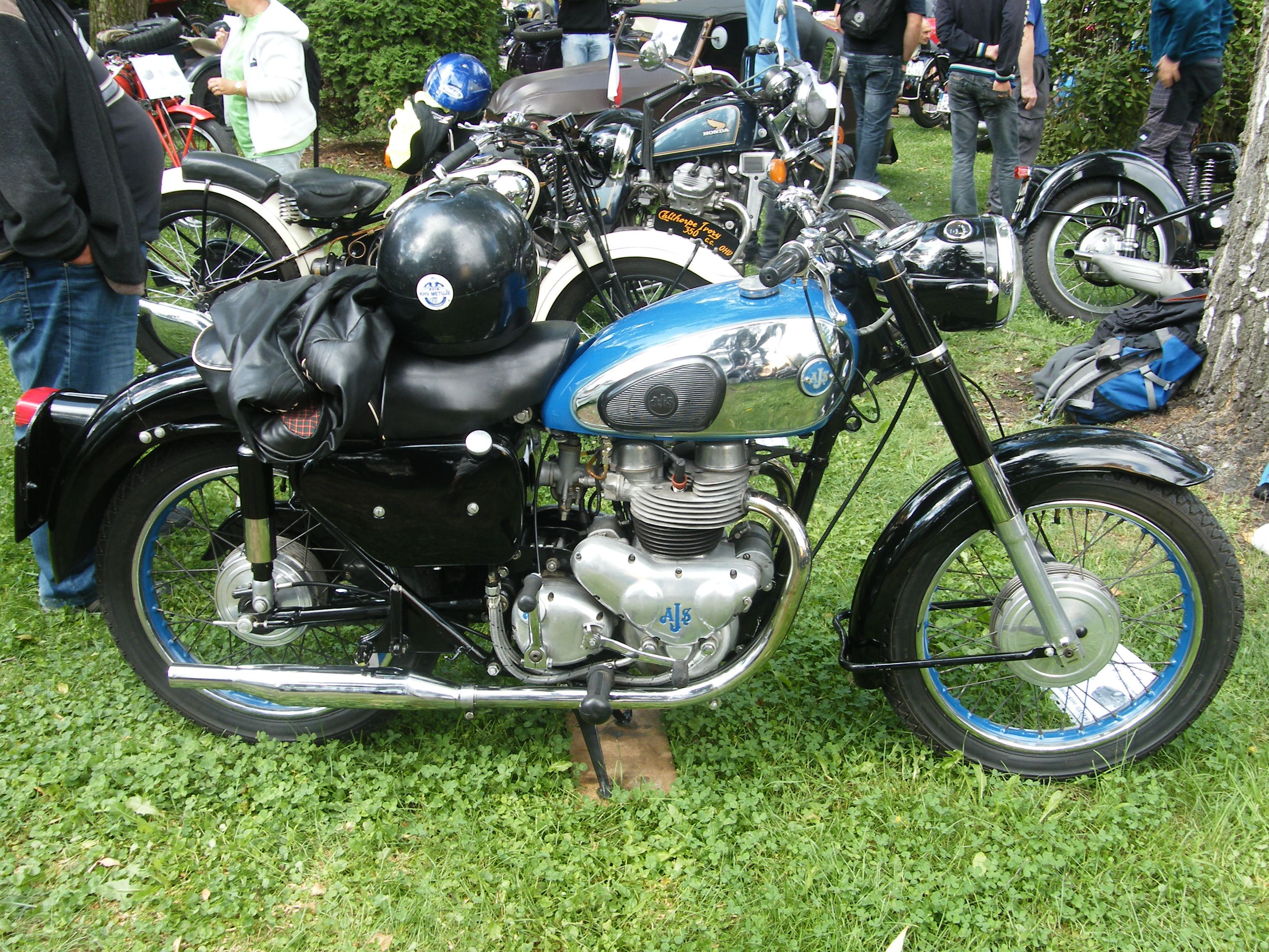
Voorganger AJS Model 30
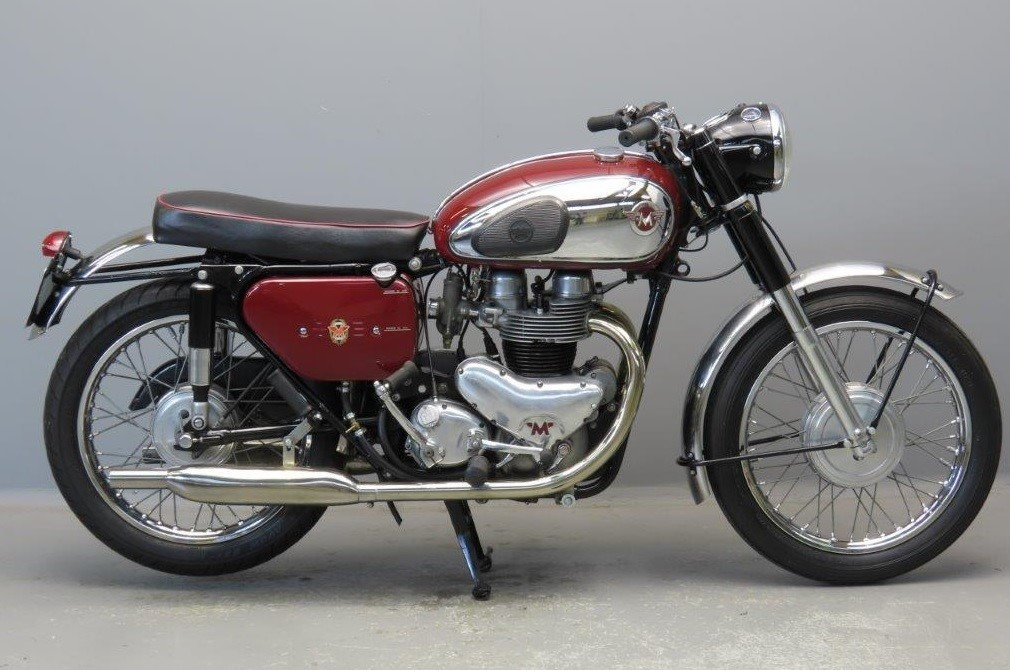
Het vrijwel identieke zustermodel Matchless G12
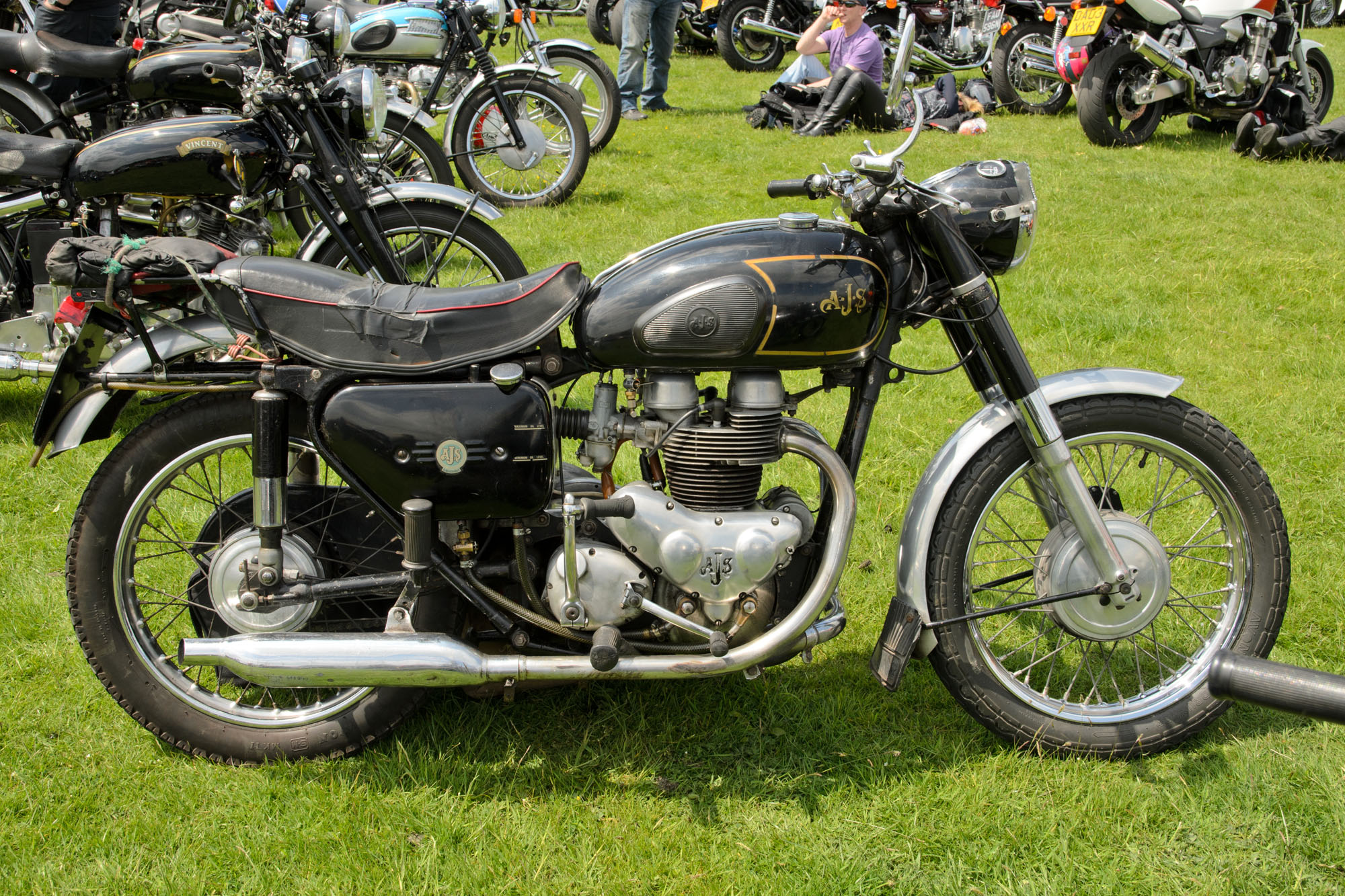
AJS Model 31 uit 1960
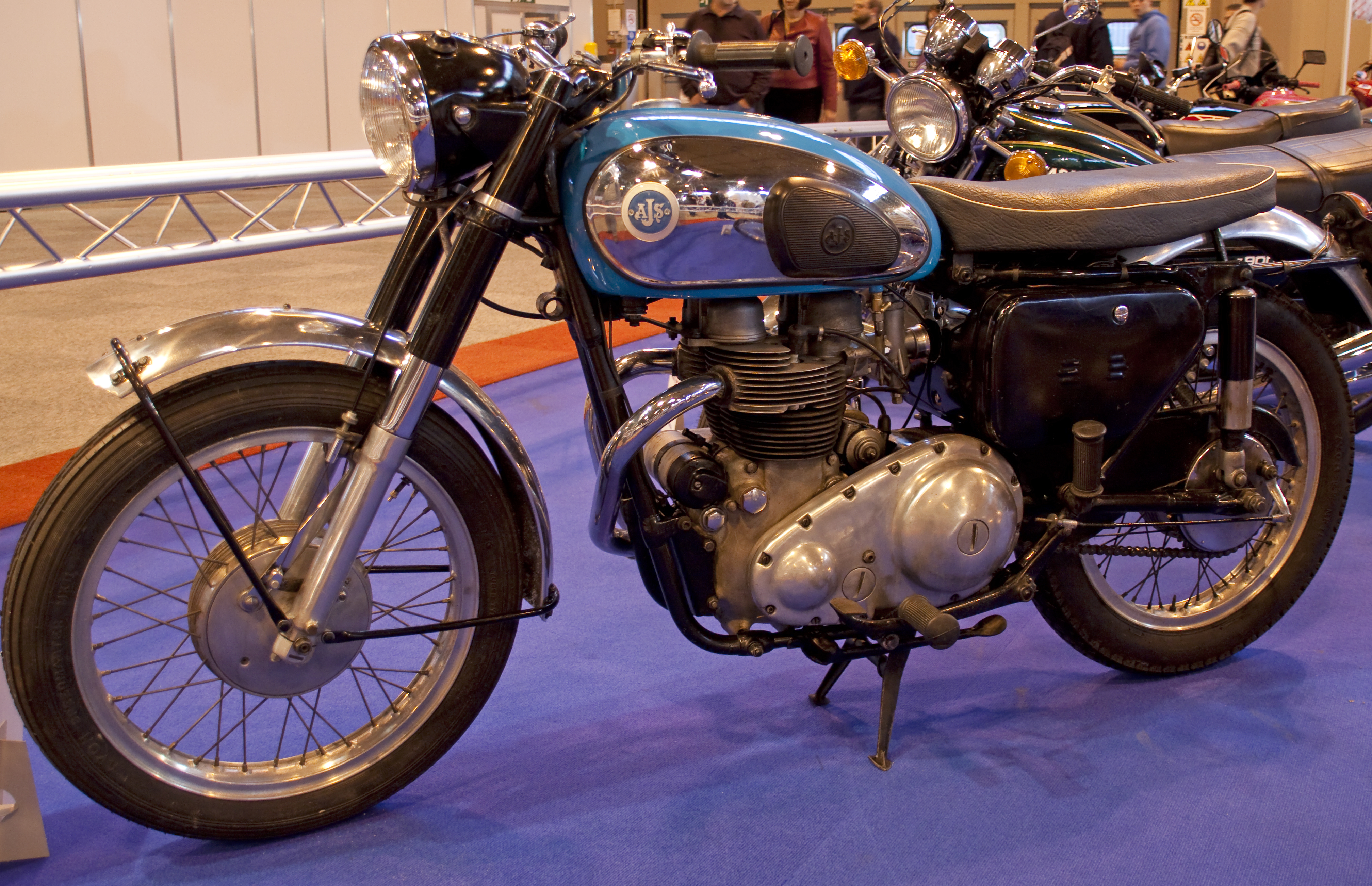
Het AJS Model 31 CSR kreeg een twee-in-een-uitlaatsysteem
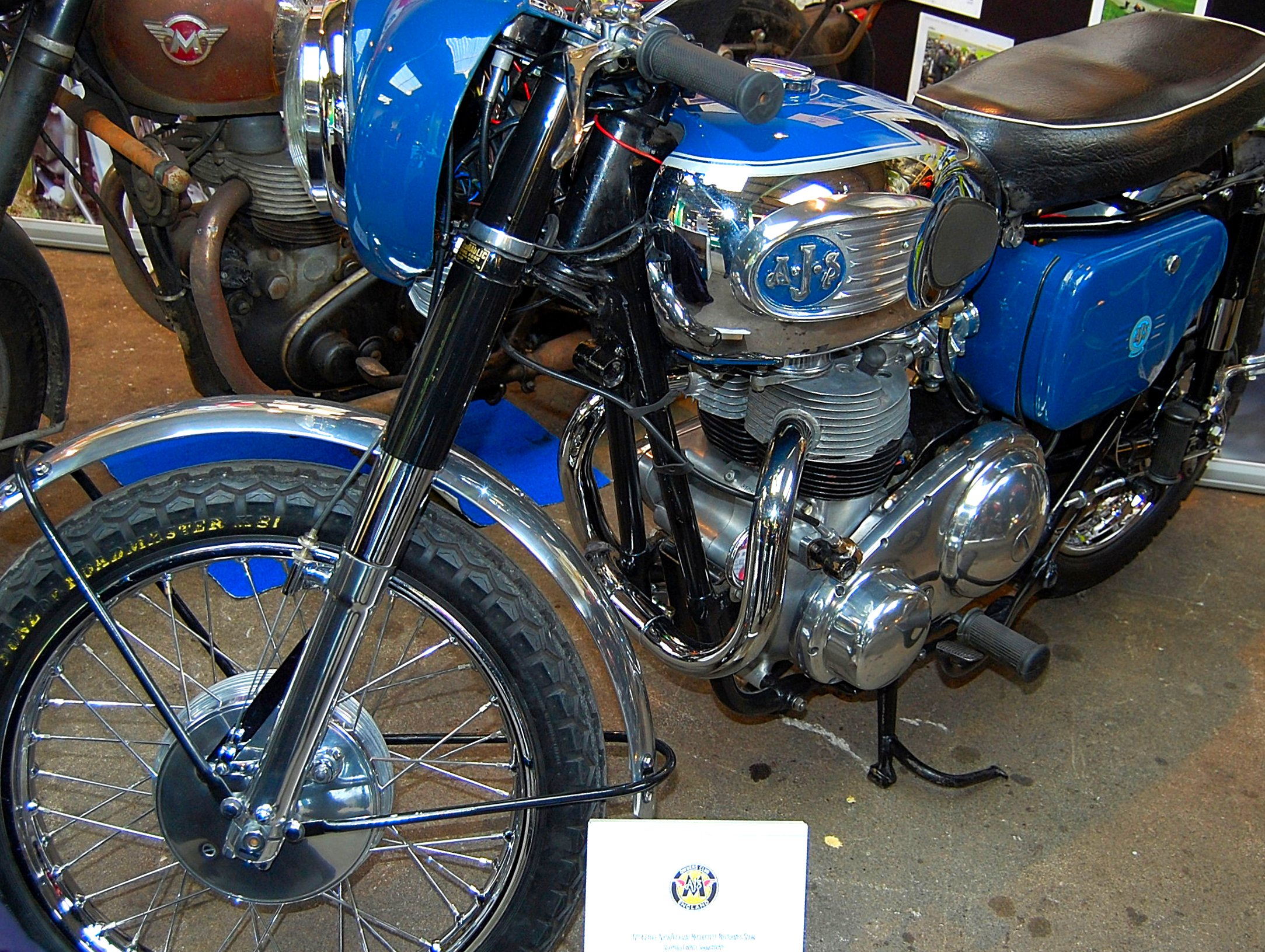
AJS Model 31 CSR uit 1961

## Technische gegevens
| AJS Model              | 31                                   | 31 CS                                | 31 CSR                                              | 31 De Luxe                           | 31 Swift                                      |
| ---------------------- | ------------------------------------ | ------------------------------------ | --------------------------------------------------- | ------------------------------------ | --------------------------------------------- |
| Periode                | 1958-1961                            | 1958-1959                            | 1958-1966                                           | 1959-1966                            | 1962-1966                                     |
| Categorie              | Toer                                 | Scrambler                            | Sport                                               | Toer                                 | Toer                                          |
| Motortype              | Stoterstangen kopklepmotor           | Stoterstangen kopklepmotor           | Stoterstangen kopklepmotor                          | Stoterstangen kopklepmotor           | Stoterstangen kopklepmotor                    |
| Bouwwijze              | Staande paralleltwin                 | Staande paralleltwin                 | Staande paralleltwin                                | Staande paralleltwin                 | Staande paralleltwin                          |
| Koeling                | Lucht                                | Lucht                                | Lucht                                               | Lucht                                | Lucht                                         |
| Boring                 | 72,0 mm                              | 72,0 mm                              | 72,0 mm                                             | 72,0 mm                              | 72,0 mm                                       |
| Slag                   | 79,3 mm                              | 79,3 mm                              | 79,3 mm                                             | 79,3 mm                              | 79,3 mm                                       |
| Cilinderinhoud         | 645,7 mm                             | 645,7 mm                             | 645,7 mm                                            | 645,7 mm                             | 645,7 mm                                      |
| Carburateur(s)         | 1 Amal Monobloc 389, 1-1/8 (27,5 mm) | 1 Amal Monobloc 389, 1-1/8 (27,5 mm) | 1 Amal Monobloc 389, 1-1/8 (27,5 mm)                | 1 Amal Monobloc 389, 1-1/8 (27,5 mm) | 1 Amal Monobloc 389, 1-1/8 (27,5 mm)          |
| Smeersysteem           | Dry-sump                             | Dry-sump                             | Dry-sump                                            | Dry-sump                             | Dry-sump                                      |
| Compressieverhouding   | 7,5:1                                | 7,5:1                                | 8,5:1                                               | 7,5:1                                | 7,5:1                                         |
| Max. Vermogen          | 35 pk bij 6.500 tpm                  | 35 pk bij 6.500 tpm                  | 43 pk bij 6.000 tpm                                 | 35 pk bij 6.500 tpm                  | 35 pk bij 6.500 tpm                           |
| Topsnelheid            | 153 km/h                             | Onbekend                             | 160 km/h                                            | 160 km/h                             | 160 km/h                                      |
| Primaire aandrijving   | Ketting                              | Ketting                              | Ketting                                             | Ketting                              | Ketting                                       |
| Koppeling              | Meervoudige natte plaat              | Meervoudige natte plaat              | Meervoudige natte plaat                             | Meervoudige natte plaat              | Meervoudige natte plaat                       |
| Versnellingen          | 4                                    | 4                                    | 4                                                   | 4                                    | 4                                             |
| Secundaire aandrijving | Ketting                              | Ketting                              | Ketting                                             | Ketting                              | Ketting                                       |
| Rijwielgedeelte        | Semi-dubbel wiegframe                | Semi-dubbel wiegframe                | Semi-dubbel wiegframe, vanaf 1961: Dubbel wiegframe | Dubbel wiegframe                     | Dubbel wiegframe                              |
| Voorvork               | AMC-teledraulic                      | AMC-teledraulic                      | AMC teledraulic, vanaf 1964: Norton Roadholder      | AMC-teledraulic                      | AMC teledraulic, vanaf 1964:Norton Roadholder |
| Achtervork             | Swingarm                             | Swingarm                             | Swingarm                                            | Swingarm                             | Swingarm                                      |
| Remmen                 | Trommelremmen                        | Trommelremmen                        | Trommelremmen                                       | Trommelremmen                        | Trommelremmen                                 |
| Tankinhoud             | 17 liter                             | 16 liter                             | 16 liter                                            | 18 liter                             | Onbekend                                      |
| Droog gewicht          | 180 kg                               | Onbekend                             | 176 kg                                              | 180 kg                               | 176 kg                                        |
| Matchless-model        | G12                                  | G12 CS                               | G12 CSR                                             | G12 De Luxe                          | Geen                                          |